# 瓦加-雅達瑞邊界降旗典禮
瓦加-雅達瑞边界降旗典礼（Wagah-Attari border ceremony）在巴基斯坦旁遮普省拉合尔县瓦加与印度旁遮普邦阿姆利则县阿塔里之间的边境， 在每天晚上日落前，印度的邊境安全部隊与巴基斯坦游骑兵的安全部队，自1959年以来，一直遵循惯例，举行的日常军事表演仪式。其特点是戏剧性的夸张动作，尽可能高地抬起双腿踢正步。 以及夸张的军服。降旗典礼是两国竞争关系的象征。

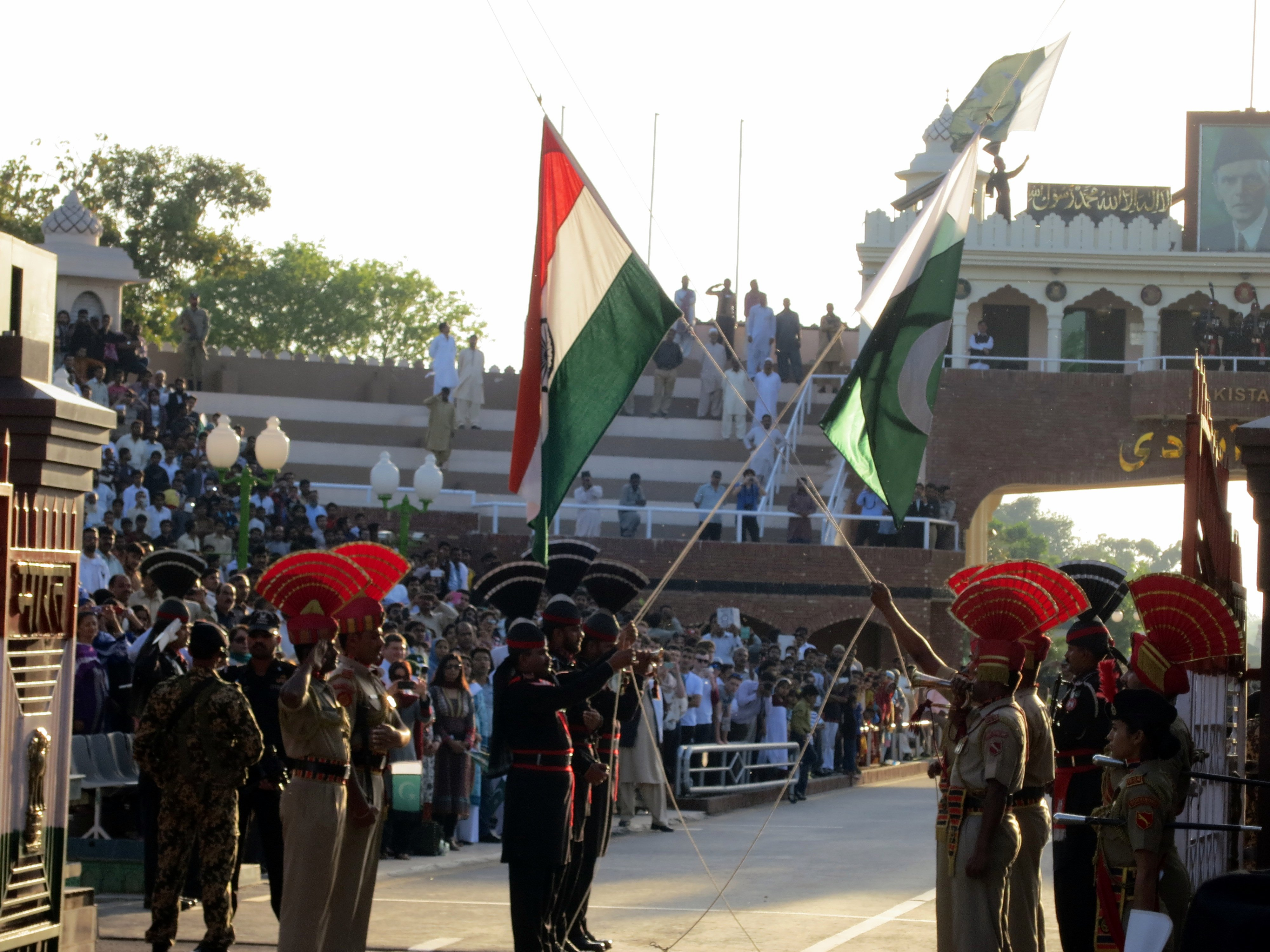

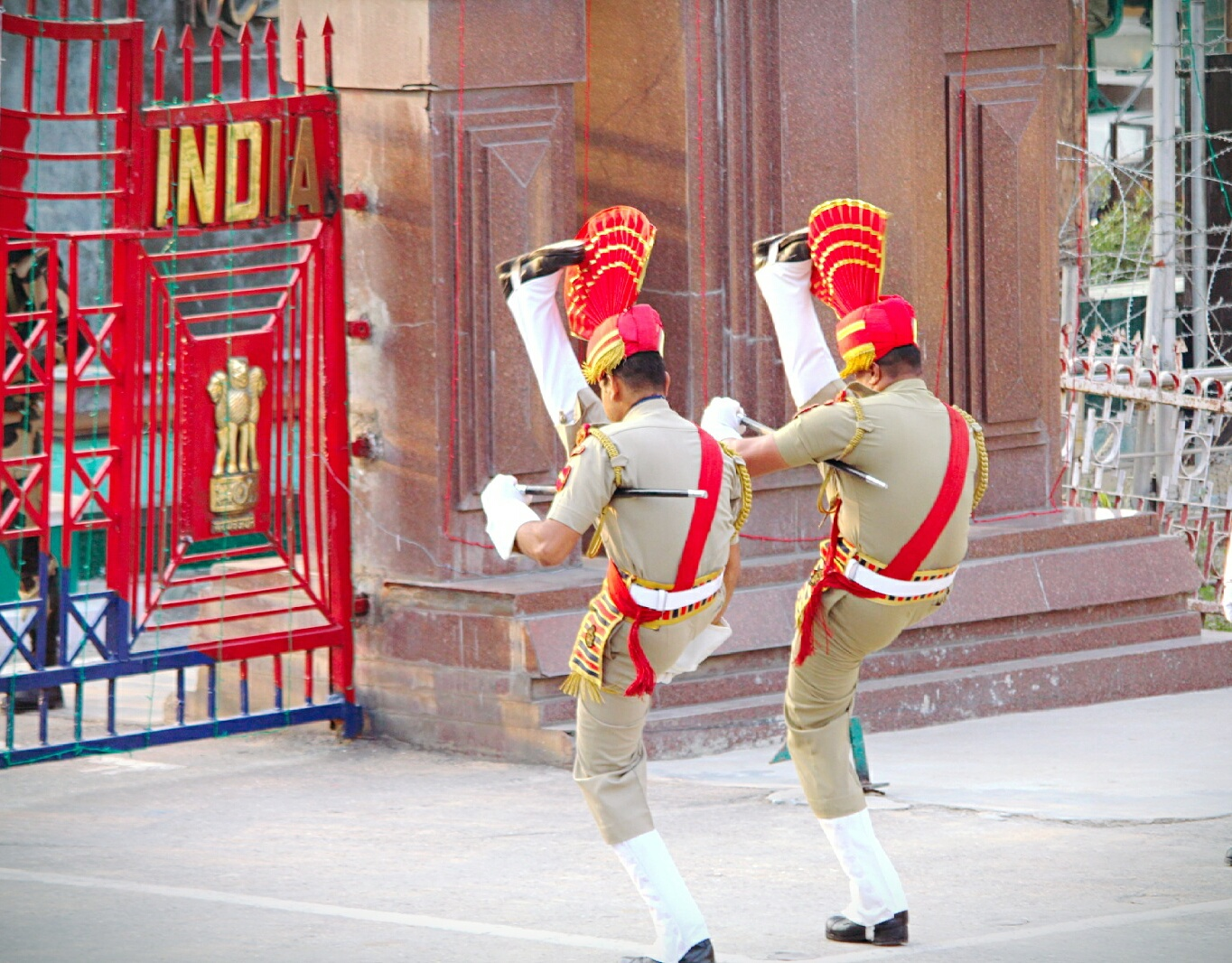

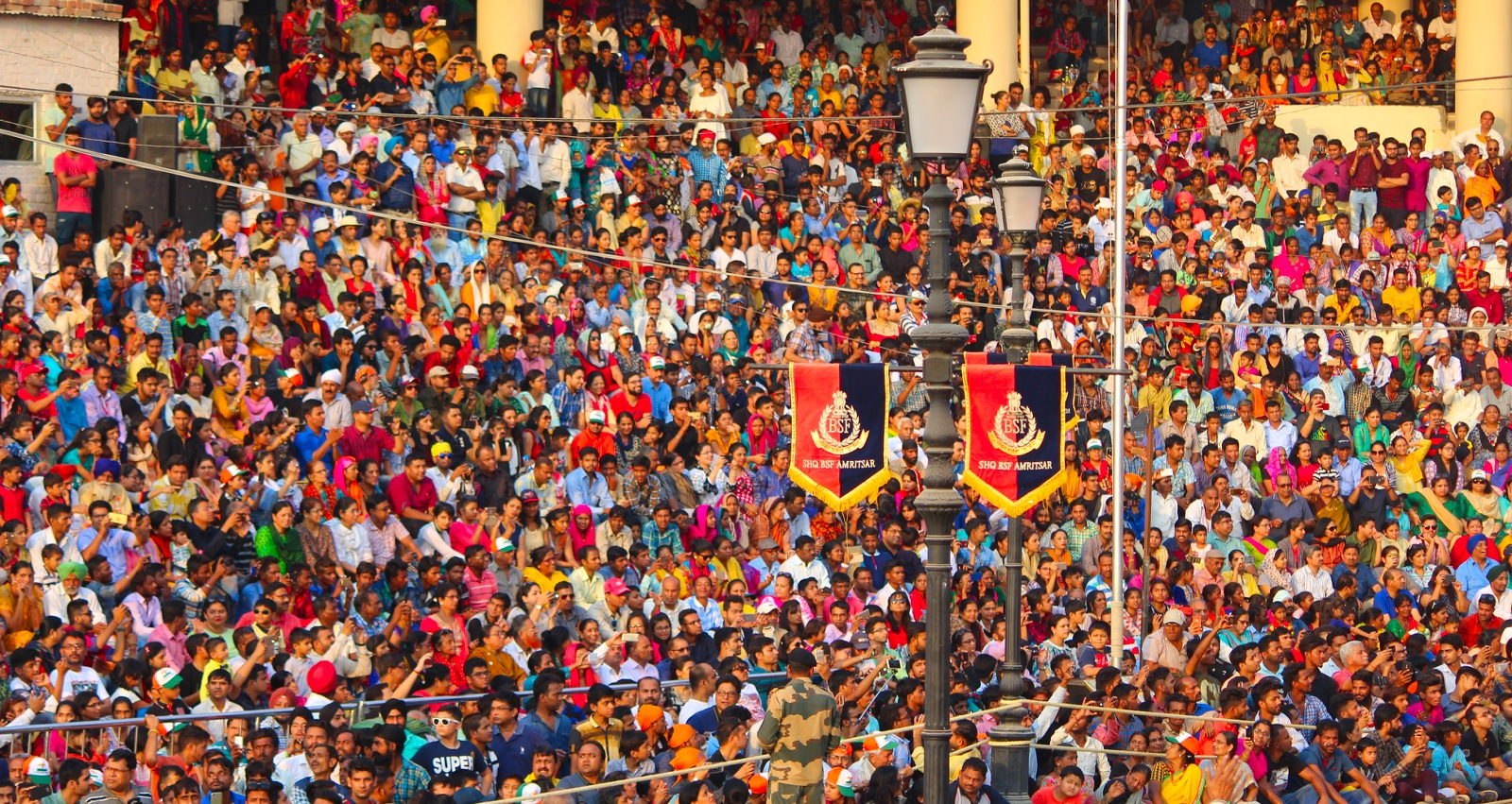